# Iglesia baptista de Roma
La Iglesia Baptista de Roma es una iglesia bautista de habla inglesa ubicada en Roma, Italia. Está afiliada a la Convención Bautista Internacional.

## Historia

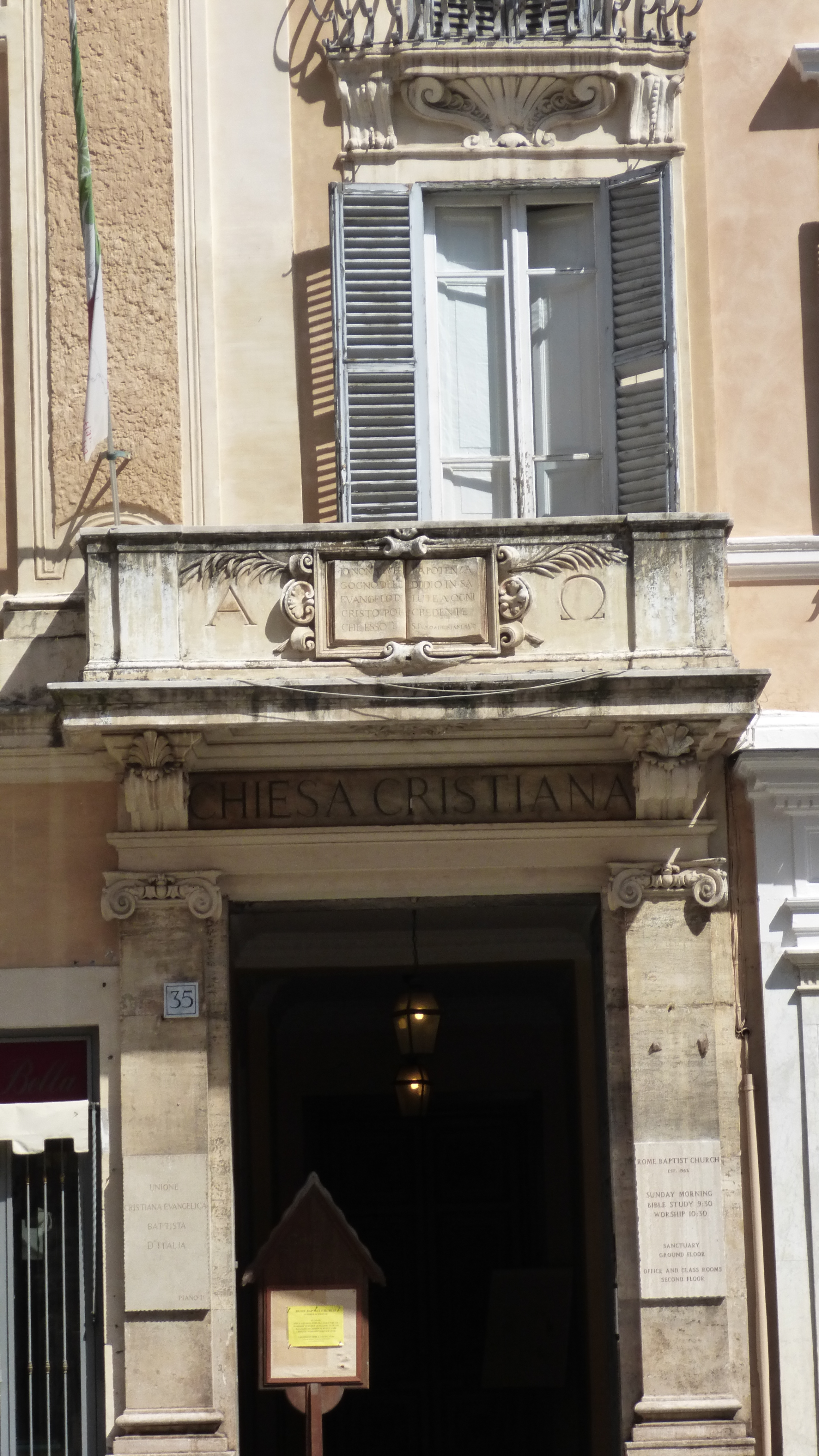
Entrada frontal de la iglesia baptista de Roma, ubicada en Piazza San Lorenzo.

El edificio de la iglesia baptista de Roma se encuentra en un palazzo en la Piazza San Lorenzo in Lucina que fue una vez parte del Palazzo Ruspoli, originariamente construido en el siglo XVI. La ubicación donde se alza ahora la iglesia fue originariamente la caballeriza de la familia Ruspoli. El Junta de Misiones Internacionales adquirió el edificio en 1920, y lo entregó a la Unión Baptista Italiana en 1994. El edificio está formado por un santuario en la primera planta con asiento para más de 200 personas, aulas para la escuela dominical y habitaciones para reuniones en la segunda planta y un apartamento en la tercera planta para el pastor.
Doce personas se encontraron en la habitación para rezar en Piazza San Lorenzo el 12 de agosto de 1962, el primer encuentro de la congregación conocida hoy como Iglesia Baptista de Roma. La iglesia se organizó oficialmente el 10 de marzo de 1963 con 15 miembros fundadores. Los esfuerzos de la organización fueron liderados por el reverendo William C. Ruchti, el pastor, y su esposa, Helen, misioneros enviados a Roma por el Consejo de Misión en el Extranjero.
Ruchti sirvió como pastor de esta iglesia hasta junio de 1985 cuando fue reemplazado por el reverendo Kenneth Lawson, asistido por su esposa Irene. Lawson sirvió hasta mayo de 1998, después de lo cual la iglesia se confió a pastores voluntarios y misioneros durante varios años. En abril de 2001, el reverendo David Hodgdon y su esposa Cathy llegaron desde Buena Vista, Colorado, para servir como pastor y esposa y permanecen hasta la fecha (2016). En septiembre de 2000 la iglesia se independizó del Consejo de la Misión Internacional.